# Haus im Ennstal
Haus im Ennstal is een gemeente (marktgemeinde) in de Oostenrijkse deelstaat Stiermarken, en maakt deel uit van de expositur Gröbming binnen het district Liezen.
Haus im Ennstal telt 2465 inwoners (2022).
Aich · Gröbming · Haus · Michaelerberg-Pruggern · Mitterberg-Sankt Martin  · Öblarn · Ramsau am Dachstein · Schladming · Sölk
- Gemeinsame Normdatei: 4096019-5
- Library of Congress Control Number: no2001056639
- Nationale Bibliotheek van Israël: 987007494258105171
- Virtual International Authority File: 129335342
- WorldCat: E39PBJdCqPcCrxgYMqgqPhkkXd